# Айртон Павильян
Айртон Феррейра да Силва (порт.-браз. Aírton Ferreira da Silva; 31 октября 1934, Порту-Алегри — 3 апреля 2012, Порту-Алегри), более известный под именем Айртон Павильян (порт.-браз. Aírton Pavilhão) — бразильский футболист, защитник.

## Карьера
Айртон родился в семье сапожника Аржемиро Феррейра да Силвы и Марии Силварины Феррейра да Силвы. Он начал карьеру в клубе «Гремио Форса-е-Лус» в 1949 году. В 1954 году футболист перешёл в «Гремио», заплатившим за трансфер защитника 50 тысяч крузейро. Помимо денег, клуб заплатил «Гремио Форса-е-Лус» ещё и одним футбольным павильоном с установленным на ней трибуной, за что Айртон сразу назвали «Павильоном». По другим данным это была постройка стены вокруг стадиона и одной трибуны. По третьим данным это были доски демонтированной трибуны стадиона Байшада, которыми и расплатился «Гремио».
1 августа 1954 года он дебютировал в составе команды в матче с «Крузейро» (1:1). Футболист быстро стал игроком основы команды, сформировав центр обороны с Энио Андраде. А в 1956 году выиграл титул Чемпион штата. С середины 1950-х контракт Айртону предлагали ведущие бразильские клубы, но игрок оставался верен «Гремио», который в свою очередь повышал суммы контракта футболиста. Защитник выступал за команду до 1967 года, выиграв 11 чемпионатов штата и пять титулов чемпиона Порту-Алегри. Всего за клуб Айртон сыграл 601 матч и забил 18 голов, по другим данным 592 матча. Последний матч за клуб футболист провёл 5 ноября 1967 года с «Пердиганом» (2:2).
Обойти его было практически невозможно.Пеле
Во время выступления за «Гремио» Айртон был арендован «Сантосом» в 1958 году для участия в турнире Рио-Сан-Паулу. После ухода из клуба, защитник в 1968 году играл за «Крузейро», а затем за клуб «Алмиранте Баррозо». Завершил карьеру футболист в 1971 году в клубе «Насьонал».
В составе сборной Бразилии Айртон в 1956 году поехал на Панамериканский чемпионат. Команда выиграла титул, но сам футболист на поле не выходил. За национальную команду он дебютировал в следующем Панамериканском первенстве в матче с Мексикой (2:2). На том турнире Аиртон сыграл все шесть матчей, а его сборная заняла второе место. В 1962 году он был кандидатом на поездку на чемпионат мира, но в окончательную заявку не попал. Причиной называлась манера игры футболиста: он часто получал мяч от вратаря, при приближении нападающего соперника, возвращал его голкиперу, что в те времена было необычным. Этот приём получил название «Шарлес». Айртон сказал: «Я сделал „Шарлес“ на тренировке бразильской команды. Айморе Морейра испугался, и меня исключили из команды». В некоторых источниках говорится, что игрок участвовал со сборной на Кубке наций в 1964 году. Однако его путают с другим бразильским по имени Айртон — Айртоном Белезой, игравшем на турнире.
В 1996 году Айртон был увековечен в Зале Славы «Гремио». Футболист умер в возрасте 77 лет в больнице Эрнесто Дорнеллес в результате воздействия генерализированной инфекции органов. «Гремио» объявил по этому поводу трёхдневный траур, а флаги на всех принадлежащих клубу объектах были приспущены. Он был похоронен на кладбище Жуана XXIII. В том же году его именем назвали улицу в Порту-Алегри.

## Международная статистика
| Матчи Айртона Павильяна за сборную Бразилии | Матчи Айртона Павильяна за сборную Бразилии | Матчи Айртона Павильяна за сборную Бразилии | Матчи Айртона Павильяна за сборную Бразилии | Матчи Айртона Павильяна за сборную Бразилии | Матчи Айртона Павильяна за сборную Бразилии | Матчи Айртона Павильяна за сборную Бразилии |
| ------------------------------------------- | ------------------------------------------- | ------------------------------------------- | ------------------------------------------- | ------------------------------------------- | ------------------------------------------- | ------------------------------------------- |
| №                                           | Дата                                        | Место проведения                            | Оппонент                                    | Счёт                                        | Голы                                        | Турнир                                      |
| 1                                           | 6 марта 1960                                | Сан-Хосе                                    | Мексика                                     | 2:2                                         | —                                           | Панамериканский чемпионат                   |
| 2                                           | 10 марта 1960                               | Сан-Хосе                                    | Коста-Рика                                  | 0:3                                         | —                                           | Панамериканский чемпионат                   |
| 3                                           | 13 марта 1960                               | Сан-Хосе                                    | Аргентина                                   | 1:2                                         | —                                           | Панамериканский чемпионат                   |
| 4                                           | 15 марта 1960                               | Сан-Хосе                                    | Мексика                                     | 2:1                                         | —                                           | Панамериканский чемпионат                   |
| 5                                           | 17 марта 1960                               | Сан-Хосе                                    | Коста-Рика                                  | 4:0                                         | —                                           | Панамериканский чемпионат                   |
| 6                                           | 20 марта 1960                               | Сан-Хосе                                    | Аргентина                                   | 1:0                                         | —                                           | Панамериканский чемпионат                   |

## Достижения
- Чемпион штата Риу-Гранди-ду-Сул: 1956, 1957, 1958, 1959, 1960, 1962, 1963, 1964, 1965, 1966, 1967
- Чемпион Порту-Алегри: 1956, 1957, 1958, 1959, 1960
- Победитель Панамериканского чемпионата: 1956

## Личная жизнь
У Айртона была аэрофобия. Когда команда отправлялась на матчи на самолёте, он отправлялся на них на машине или поезде. В 1961 году «Гремио» собирался полететь в турне по Европе, что так напугало футболиста, что он объявил о завершении футбольной карьеры из-за проблем со здоровьем. Но его всё же убедили, и защитник даже полетел вместе с командой.
У Айртона было двое сыновей — Айртон Луис, Мауро Рикардо, Жорже и дочь Ленара.